# Збірна Занзібару з футболу
Збі́рна Занзіба́ру з футбо́лу — офіційна футбольна збірна команда архіпелагу Занзібар. Після об'єднання в 1964 році Занзібару та Танганьїки в спільну державу збірна продовжила існувати окремо, однак на даний час не є членом ФІФА. У 2005 році була спроба отримати повноправне членство в даній організації, але від ФІФА надійшла відмова, оскільки Занзібар не є незалежною державою. Разом з тим, у 2004 році збірна Занзібару стала асоційованим членом КАФ.
Збірна Занзібару є постійним учасником турнірів, які проводяться під егідою КЕСАФА. У 1995 році Занзібар став переможцем Кубку КЕСАФА.

## Досягнення в регіональних змаганнях

### Кубок Ґоссіджа(1926—1966)
Збірна Занзібару вперше взяла участь у 1947 році. В 19 турнірах найвище досягнення — 2-ге місце в 1959 році.

### Кубок Виклику(1967—1971)
В п'яти турнірах найвище досягнення — 3-тє місце з 4 учасників. (1967, 1970)

### Кубок КЕСАФА(з 1973 року)
Після змагань 2012 року збірна Занзібару є чинним бронзовим призером. У 1995 році збірна Занзібару стала чемпіоном змагань.
| Рік  | Досягнення     |
| ---- | -------------- |
| 1973 | -              |
| 1974 | -              |
| 1975 | -              |
| 1976 | -              |
| 1977 | -              |
| 1978 | не брав участі |
| 1979 | 4-те місце     |
| 1980 | -              |
| 1981 | -              |
| 1982 | 4-те місце     |

| Рік  | Досягнення           |
| ---- | -------------------- |
| 1983 | -                    |
| 1984 | -                    |
| 1985 | -                    |
| 1986 | турнір не проводився |
| 1987 | 4-те місце           |
| 1988 | -                    |
| 1989 | -                    |
| 1990 | 4-те місце           |
| 1991 | -                    |
| 1992 | -                    |

| Рік  | Досягнення           |
| ---- | -------------------- |
| 1993 | турнір не проводився |
| 1994 | не брав участі       |
| 1995 | чемпіон              |
| 1996 | -                    |
| 1997 | турнір не проводився |
| 1998 | турнір не проводився |
| 1999 | -                    |
| 2000 | не брав участі       |
| 2001 | -                    |
| 2002 | -                    |

| Рік  | Досягнення  |
| ---- | ----------- |
| 2003 | -           |
| 2004 | -           |
| 2005 | 3-тє місце  |
| 2006 | -           |
| 2007 | чвертьфінал |
| 2008 | -           |
| 2009 | -           |
| 2010 | чвертьфінал |
| 2011 | чвертьфінал |
| 2012 | 3-тє місце  |